# Kamienica Emila Wedla w Warszawie
Kamienica Emila Wedla – kamienica wzniesiona w 1893 przy ulicy Szpitalnej 8 w warszawskim Śródmieściu.

## Opis
W zachowanej do dziś 4-piętrowej oficynie znajdującej się z tyłu budynku Emil Wedel prowadził swój zakład cukierniczy od 1865. Od początku istnienia kamienicy na jej parterze działa sklep oraz pijalnia czekolady. Można tam było spotkać m.in. Henryka Sienkiewicza czy Bolesława Prusa.

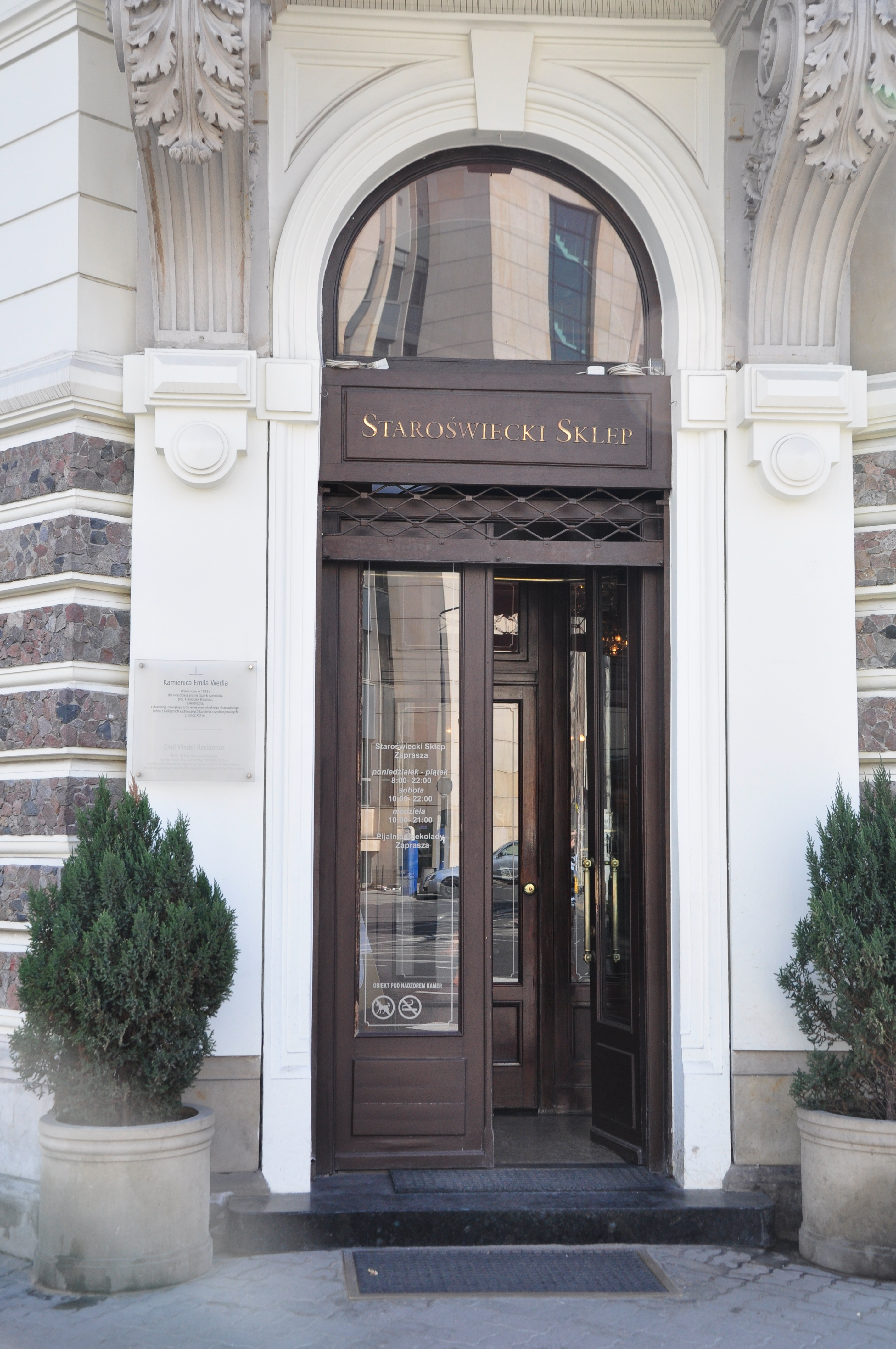
Wejście

W latach 30. produkcję przeniesiono na Pragę, a w budynku pozostała jedynie pijalnia oraz sklep. W 1937 Jan Wedel zaplanował modernizację wystroju lokalu, jednak spotkało się to z licznymi protestami, na skutek czego postanowiono zmodernizować jedynie zaplecze. Na łamach "Wiadomości Literackich" ogłoszono konkurs na najładniejsze wspomnienie związane ze staroświeckim sklepem E.Wedla w Warszawie. W 1938 ukazał się tom opowiadań Staroświecki sklep.
Na dachu kamienicy umieszczono reklamujący firmę neon ukazujący Chłopca na zebrze.
W czasie wojny w kamienicy stacjonowali fotoreporterzy Referatu Filmowego Biura Informacji i Propagandy Komendy Głównej AK, którego szef, Antoni Bohdziewicz, sfilmował z czwartego piętra ostrzał artylerii niemieckiej najwyższego budynku w ówczesnej Warszawie – gmachu Prudentialu.
Podczas powstania warszawskiego zawalił się północny fragment kamienicy, który został pobudowany ponownie w 1947, według projektu Zdzisława Mączeńskiego. W następnym roku Wedlowi odebrano budynek.
Ponowne otwarcie lokalu znajdującego się na parterze nastąpiło w 1958. Wystrój wnętrz wzorowany był na oryginalnym, a żyrandole i kinkiety pochodziły z fabryki Braci Łopieńskich.